# Padangsambian Kaja
Padangsambian Kaja is een bestuurslaag in het regentschap Denpasar van de provincie Bali, Indonesië. Padangsambian Kaja telt 20.499 inwoners (volkstelling 2010).